# Nikita Sergeev
Nikita Vjačeslavovič Sergeev (in russo Никита Вячеславович Сергеев?; Ruzaevka, 17 ottobre 1999) è un calciatore russo, attaccante del Družba Majkop.

## Caratteristiche tecniche
È un'ala sinistra.

## Carriera
Cresciuto nel settore giovanile del Krasnodar, ha esordito in prima squadra il 1º marzo 2020 disputando l'incontro di Prem'er-Liga vinto 2-0 contro l'Ufa.